# Амали-арена
Амали-арена (англ. Amalie Arena) — арена, расположенная в Тампе, Флорида. Используется для проведения соревнований по хоккею, баскетболу, американскому футболу и концертов. Является домашней ареной для команды Национальной хоккейной лиги «Тампа-Бэй Лайтнинг».

## История
Здание расположено в деловом центре Тампы Channelside District. Открыта в 1996 году под названием «Айс-пэлас» (англ. Ice Palace, Ледовый дворец). Первым событием, прошедшим после открытия, стало Royal Hanneford Circus. В первом хоккейном поединке «Тампа» выиграла у «Нью-Йорк Рейнджерс» со счётом 5-2.
Арена была построена для замены устаревшего Expo Hall, где играла домашние игры «Лайтнинг». Перед переездом в «Айс-пэлас», «Лайтнинг» в 1993 году переехали в Florida Suncoast Dome в Сент-Питерсберге. Эта арена получила название «Thunderdome».
После строительства, арена трижды меняла хозяина и в настоящее время сдаётся в аренду владельцам команды «Тампа-Бэй Лайтнинг». Права на название были проданы St. Petersburg Times, ежедневной газете, выпускаемой во Флориде.
3 сентября 2014 года владелец «Лайтнинг» Джефф Виник объявил, что права на название стадиона были проданы Amalie Oil Company и он будет переименован в «Амали-арену».